# Gastrotheca stictopleura
Gastrotheca stictopleura là một loài ếch trong họ Hemiphractidae. Chúng là loài đặc hữu của Peru.
Môi trường sống tự nhiên của nó là các khu rừng vùng núi ẩm nhiệt đới hoặc cận nhiệt đới, đầm nước ngọt, đầm nước ngọt có nước theo mùa, vùng đồng cỏ, vườn nông thôn, các khu rừng trước đây bị suy thoái nặng nề, và ao. Loài này đang bị đe dọa do mất môi trường sống.